# Ibn al-Khatib
Lisan ad-Din ibn al-Khatib (nume întreg Muhammad ibn Abd Allah ibn Said ibn Ali ibn Ahmad al-Salmani) a fost poet, scriitor, istoric, filosof si politician în Emiratul Granadei.

## Viata
S-a născut la 16 noiembrie 1313 in Loja, în apropiere de Granada. A fost cel mai vestit scriitor din Granada, si ultimul mare intelectual, scriitor si om politic din Spania musulmana. Fiul unui oficial al curtii regelui din Granada, Ibn al-Khatib s-a născut dintr-o familie de origine arabă din Yemen și a primit o excelenta educatie. A fost vizir la curtea lui Yusuf I între anii 1349-1354 și a continuat să ocupe această funcție sub conducerea fiului lui Yusuf I, Muhammad al V-lea.  Datorită unei epidemii de ciumă care a cuprins Andaluzia in 1348, Ibn al-Khatib a fost cel care a utilizat pentru prima dată termenul de contagiune și a recomandat izolarea bolnavilor, descriind totodată cu exactitate dezvoltarea si răspândirea unei epidemii.  Printre prietenii și elevii săi s-a numărat Ibn Khaldun, care a fost prezent pentru o perioadă la Curte. Ibn Zamrak, poet si secretar al lui Muhammad al V-lea, ale cărui versuri erau inscripționate pe pereții din Alhambra, a fost de asemenea elev al lui Ibn al-Khatib. A fost exilat de două ori, și a trăit un timp în Madrid, în Maroc, între anii 1360 si 1362, iar apoi in Ceuta, Tlemcen si Fes, între anii 1372 si 1374. În 1374 a fost încarcerat și acuzat de erezie și ateism, fapte pentru care a fost condamnat la moarte prin sufocare. Unii istorici moderni consideră că a fost executat datorită unor dispute politice din Granada. Trupul său a fost ars, apoi îngropat la Bab Mahruq, in Fes. Motivul acestui tratament a fost divergențele pe care le-a avut cu regii din Granada.

## Creații
Operele lingvistice sofisticate ale lui Ibn al-Khatib sunt numeroase.  Este amintit în primul rând ca istoric, scriind amanuntit despre istoria si geografia Granadei.  El a fost de asemenea primul istoric arab care a scris istoria Andaluziei în întregime, iar operele sale au reprezentat principala sursă în perioade importante din istoria Granadei, el fiind autorul a mai mult de 60 de carti despre istoria Granadei, printre care și o monografie a Granadei cu descrierea orașului și locuitorilor săi. Subiectele scrierilor sale sunt diferite și pot fi imparțite in urmatoarele categorii : antologie , ascetism si sufism, epistolar, gen biografic, geografie si turism, etc.  In anul 1369 a scris o autobiografie. A scris de asemenea lucrări amănunțite despre Islam, istorie in general, călătorii, politică, medicină, filosofie și misticism. Cele mai multe din cărțile sale le-a scris în mijlocul crizelor de insomnie.  
Cu toate acestea, putem spune că nu există o ințelegere adecvată  în ceea ce privește importanța operelor lui Ibn al-Khatib , care a fost întotdeauna cunoscut si respectat, deși nu întotdeauna plăcut de către contemporanii săi.  O bibliografie completă a sa, scrisă de către al-Maqqari și intitulată „Nafh al-Tib” nu a fost tradusă.  Multe dintre scrierile lui Ibn al-Khatib au rămas nepublicate.  Escorialul ( „The Escorial”) deține o importantă colecție a manuscriselor sale.  